# Warona Setshwaelo
Warona Masego Setshwaelo es una actriz y editora de video botsuana.

## Biografía
Setshwaelo nació en Gaborone, Botsuana y se crio en Etiopía, Suazilandia, Sudáfrica y Botsuana. Su madre es psicóloga, su padre es el político Efraín Setshwaelo y tiene una hermana, Marang. Desarrolló interés en el activismo desde joven. Se mudó a los Estados Unidos para estudiar en Virginia Tech, donde se graduó con un título en Artes Teatrales.

## Carrera
Trabajó como editora de video y presentadora de radio y realizó una gira de actuación con National Players de Olney, Maryland, antes de decidir regresar a su país. Fue compañera de casa en la primera temporada de Big Brother África en 2003 y una de las últimas en ser desalojada, por lo cual obtuvo notoriedad en su país de origen.
En 2007, se mudó a Montreal para continuar su carrera como actriz. Actuó en varias obras de teatro en Montreal, incluidas Nutmeg Princess y New Canadian Kid y obtuvo un pequeño papel en la película White House Down del 2013. En enero y febrero de 2015, protagonizó el drama médico The Waiting Room en el Tarragon Theatre de Toronto. En octubre de 2015, interpretó a Odette en la obra State of Denial y a una consejera de trauma en un episodio de Quantico de 2016. En 2018, participó en la película On the Basis of Sex. En 2019, interpretó a Karen, la madre de la expolicía Lila Hines en la obra Bang Bang.

## Vida personal
Su nombre, Warona, significa "nuestro". Además de actuar, le gusta cocinar y leer. Vive con su pareja, Mike Payette, y su hija Khaya.

## Filmografía
- 2003: Big Brother Africa
- 2009: Enemy Combatant (Cortometraje, como Amy Dyer)
- 2011: Jack of Diamonds (como recepcionista Kala)
- 2012: Deadfall (como mujer paramédica)
- 2013: Casa Blanca derribada (como maestra de escuela)
- 2014: 19-2 (serie de televisión, como propietario de Depanneur)
- 2014: Northpole (como Jasmine)
- 2016: Quantico (Serie de TV, como consejero de trauma)
- 2016: This Life (Serie de TV, como empleado de registro)
- 2017: The Disappearance (miniserie de TV, como obstetra)
- 2018: Deseo de muerte (como la enfermera Carla)
- 2018: con marca de nacimiento (como presentador de un programa de entrevistas de televisión)
- 2018: La muerte y la vida de John F. Donovan (como madre)
- 2018: Los detectives (como Sylvie Teague)
- 2018: Sobre la base del sexo (como Gladys)
- 2019: Deadly Secrets (Serie de TV, como DeCynda)
- 2020: Transplant (Serie de TV, como Lavondra Kelly)